# Пернамбуканська революція
Пернамбуканська революція (порт. Revolução Pernambucana) або Революція священиків (порт. Revolução dos Padres) — повстання, що відбулося 6 березня 1817 року в бразильській провінції Пернамбуку. В результаті повстання була утворена короткоживуча Пернамбуканська Республіка, що проіснувала до 20 травня того ж року. Серед причин повстання називають кризу регіональної економіки, незадоволення абсолютизмом португальської монархії та популярність ідей просвітництва, які поширювали масонські товариства.